# Elisabetta di Brunswick-Grubenhagen

Stemma della Casata

Elisabetta di Brunswick-Grubenhagen (Einbeck, 20 marzo 1550 – Sønderborg, 11 febbraio 1586) è stata una nobildonna tedesca, prima moglie del duca Giovanni di Schleswig-Holstein-Sonderburg, figlio del re Cristiano III di Danimarca.

## Biografia
Era figlia di Ernesto III di Brunswick-Grubenhagen e di Margherita di Pomerania.
Elisabetta sposò il 19 agosto 1568 il duca Giovanni di Schleswig-Holstein-Sonderburg. Ebbero:
- Dorotea (1569-1593), sposò il 23 novembre 1589 il duca Federico IV di Legnica
- Cristiano, duca di Schleswig-Holstein-Ærø (1570-1633)
- Ernesto (1572-1596)
- Alessandro (1573-1627), duca di Schleswig-Holstein-Sonderburg
- Augusto (1574-1596)
- Maria (1575-1640), badessa di Itzehoe
- Giovanni Adolfo, duca di Schleswig-Holstein-Nordborg (1576-1624)
- Anna (1577-1616), sposò il 31 maggio 1601 il duca Boghislao XIII di Pomerania
- Sofia (1579-1618), sposò l'8 marzo 1607 il duca Filippo II di Pomerania
- Elisabetta (1580-1653), sposò il 19 febbraio 1615 il duca Boghislao XIV di Pomerania
- Federico, duca di Schleswig-Holstein-Sønderburg-Norburg (1581-1658)
- Filippo, duca di Schleswig-Holstein-Sonderburg-Glücksburg (1584-1663)
- Alberto (1585-1613)
- Margherita (1583-1638), andata sposa il 27 febbraio 1603 al conte Giovanni VII di Nassau-Siegen